# C.G mix
C.G mix（シージーミックス、1月11日 - ）は、日本の作曲家、編曲家、シンガーソングライター、キーボーディスト、音楽プロデューサー。
I'veのメインクリエイターの1人として、多くの美少女ゲームやテレビアニメなどの主題歌の作曲を担当。また、2023年現在、I'veでは唯一の男性ボーカリストでもある。北海道出身。血液型はAB型。愛称は「mix兄さん」「しじみ」。代表曲は「Face of Fact」「さくらんぼキッス 〜爆発だも〜ん〜」「砂漠の雪」「under the darkness」など。

## 概要
活動名はCが「communication」、Gが「groove」、「mix」は「色々なものを取り入れ、一つのものにとらわれない」という意味があり、ユニットっぽさを意識して付けられたとのこと。
コンピレーション・アルバム『EURO』シリーズにおいては「EURO KING」「H.G mix」という活動名を用いてユーロビートやテクノといったダンス・ミュージックを制作していた。
I'veでは主にトランス調の楽曲を得意とする一方で、ノリの良いダンス・ポップ系の楽曲や電波ソングも数多く手掛けている。
I'veでの活動の他に、ドラゴンゲート所属のプロレスラーであるマグナムTOKYOの入場曲「Mr.EGOIST」の作曲・編曲も担当。

## 来歴
3歳からピアノを習い始め、小学校3、4年生頃には既に作曲をしていた。
高校時代にはレベッカやTM NETWORKのコピーバンドを結成し、自身はキーボードを担当。
20代前半から音楽家として活動を始め、CM音楽やTV番組のBGM、クラブ&ダンス系のコンピレーション・アルバムなどに500曲以上の楽曲提供を行う。
1994年、「LUNAR DANCE」で歌手デビューを果たす。
1996年、FUCTORY Recordsよりマキシシングル『Crazy For You』を発表。この頃すでに、後にI'veで同僚となる高瀬一矢、一法師康孝らと知人を介して交流があった。
2001年、SHIHOの楽曲「Kiss the Future」の編曲でI'veにサウンド・クリエイターとして参加。
2003年11月17日に発表された楽曲「Welcome to HEAVEN!」から、I've内においても歌手活動を開始。
2005年10月15日、I've初の日本武道館でのライブ『I've in BUDOKAN 2005 〜Open the Birth Gate〜』にプレイヤーの1人として出演。
2006年7月14日、ジェネオンエンタテインメントより1stアルバム『in your life』でメジャー・デビュー。同じく6月にメジャー・デビューしたI'veのMELLと全国3大都市（名古屋・大阪・東京）に渡り、ライブツアー「C.G mix featuring MELL FIRST LIVE TOUR 2006」でスペシャルユニットとして共演した。
2009年
- 1月2日、2度目の武道館ライブ『I've in BUDOKAN 2005 〜Open the Birth Gate〜』ではボーカリストとして出演し、新曲を含む6曲を披露した。
- 4月29日に前作から約3年ぶりとなる2ndアルバム『pray』を発表し、翌週には名古屋、大阪、東京にてライブツアーを行った。

2019年
- 1月より放送のテレビアニメ『ガーリー・エアフォース』の劇伴を担当。
- 2月22日、前作から約10年ぶりとなる3rdアルバム『ADVANCE』をFUCTORY Recordsより発表。

## 主な楽曲
| 曲名                                  | アーティスト名        | タイアップ・収録作品                                                       | 担当   |
| ------------------------------------- | --------------------- | -------------------------------------------------------------------------- | ------ |
| Face of Fact                          | KOTOKO                | PCゲーム『BALDR FORCE』オープニングテーマ                                  | 作編曲 |
| さくらんぼキッス 〜爆発だも〜ん〜     | KOTOKO                | PCゲーム『カラフルキッス 〜12コの胸キュン!〜』オープニングテーマ           | 作編曲 |
| きゅるるんKissでジャンボ♪♪            | KOTOKO                | PCゲーム『カラフルハート 〜12コのきゅるるん♪〜』オープニングテーマ         | 作編曲 |
| I need magic 〜解けないマジ☆キュン♪〜 | KOTOKO                | PCゲーム『カラフルウィッシュ 〜12コのマジ★キュン!〜』オープニングテーマ    | 作編曲 |
| amethyst                              | KOTOKO                | PCゲーム『兄嫁』オープニングテーマ                                         | 作編曲 |
| Just as time is running out           | KOTOKO                | PCゲーム『ぎりギリLOVE』オープニングテーマ                                 | 作編曲 |
| unsymmetry                            | KOTOKO                | PCゲーム『ぎりギリLOVE』エンディングテーマ                                 | 作編曲 |
| absurd                                | KOTOKO                | PCゲーム『まいにち好きして』オープニングテーマ                             | 作編曲 |
| We Survive                            | KOTOKO                | PCゲーム『ヴァリアブル・ジオ』オープニングテーマ                           | 作編曲 |
| oblivion                              | KOTOKO                | PCゲーム『私立レイプ女学院』エンディングテーマ                             | 作編曲 |
| Fusion Star                           | KOTOKO                | PCゲーム『あねいも 〜アイとHのステップアップ〜』オープニングテーマ         | 作編曲 |
| らずべりー                            | KOTOKO                | PCゲーム『らずべりー 〜Welcome to Cafe Moon Rabbits!〜』オープニングテーマ | 作編曲 |
| Fatally                               | KOTOKO                | PCゲーム『DUEL SAVIOR』オープニングテーマ                                  | 作編曲 |
| rime                                  | KOTOKO                | PCゲーム『犠母姉妹』オープニングテーマ                                     | 作編曲 |
| Cream+Mint                            | KOTOKO                | PCゲーム『ショコラ 〜maid cafe "curio"〜』オープニングテーマ               | 作編曲 |
| Leaf ticket                           | KOTOKO                | PCゲーム『パルフェ 〜ショコラ second brew〜』オープニングテーマ            | 作編曲 |
| allegretto 〜そらときみ〜             | KOTOKO                | PCゲーム『この青空に約束を―』オープニングテーマ                            | 作編曲 |
| 原罪のレクイエム                      | KOTOKO                | PCゲーム『プリズムアーク』オープニングテーマ                               | 作編曲 |
| 決断のentrance                        | KOTOKO                | PCゲーム『プリズムアーク らぶらぶマキシマム』挿入歌                        | 作編曲 |
| Chercher 〜シャルシェ〜               | KOTOKO                | OVA『マリア様がみてる』第三期エンディングテーマ                            | 作編曲 |
| めぃぷるシロップ                      | KOTOKO                | I'veインディーズ・アルバム『SHORT CIRCUIT II』収録曲                       | 作編曲 |
| Lilies line                           | KOTOKO                | PCゲーム『チアフル!』オープニングテーマ                                    | 作編曲 |
| room                                  | KOTOKO                | PCゲーム『君が主で執事が俺で』エンディングテーマ                           | 作編曲 |
| Sociometry                            | KOTOKO                | TVアニメ『灼眼のシャナII』後期エンディングテーマ                           | 作編曲 |
| 七転八起☆至上主義!                    | KOTOKO                | TVアニメ『ハヤテのごとく!』後期オープニングテーマ                          | 作編曲 |
| Special Life!                         | KOTOKO                | TVアニメ『仮面のメイドガイ』オープニングテーマ                             | 作編曲 |
| blossomdays                           | KOTOKO                | PCゲーム『ハチミツ乙女blossomdays』オープニングテーマ                      | 作編曲 |
| Restoration 〜沈黙の空〜              | KOTOKO                | PCゲーム『BALDR SKY Dive1 -Lost Memory-』オープニングテーマ                | 作編曲 |
| jihad                                 | KOTOKO                | PCゲーム『BALDR SKY Dive2 -RECORDARE-』オープニングテーマ                  | 作編曲 |
| Reboot oN/↓0                          | KOTOKO                | PCゲーム『BALDR SKY ZERO 2』オープニングテーマ                             | 作編曲 |
| real-Reality                          | KOTOKO                | PCゲーム『BALDR BRINGER』オープニングテーマ                                | 作編曲 |
| 茜空 〜それが僕らの世界だった〜       | KOTOKO                | PCゲーム『真剣で私に恋しなさい!』エンディングテーマ                        | 作編曲 |
| 碧羅の天へ誘えど                      | KOTOKO                | PS3・Xbox 360用ゲーム『BLAZBLUE -CONTINUUM SHIFT-』主題歌                  | 作編曲 |
| 砂漠の雪                              | MELL                  | I'veインディーズ・アルバム『diRTY GiFT』収録曲                             | 作編曲 |
| our youthful days                     | MELL                  | PCゲーム『学らぶ 〜わがままなポニーテイル〜』オープニングテーマ            | 作編曲 |
| Noblest love                          | MELL                  | PCゲーム『借金姉妹2 After Story』オープニングテーマ                        | 作編曲 |
| EMPTY                                 | MELL                  | MELL ベスト・アルバム『Entrust 〜the name of MELL〜』収録曲                | 作編曲 |
| D-THREAD                              | MOMO                  | PCゲーム『新人看護婦 美帆 〜十九歳の屈辱日記〜』エンディングテーマ         | 作編曲 |
| Kiss the Future                       | SHIHO                 | PCゲーム『未来にキスを-Kiss the Future-』オープニングテーマ                | 編曲   |
| World meets worlds                    | SHIHO                 | PCゲーム『夜刀姫斬鬼行』エンディングテーマ                                 | 作編曲 |
| Welcome to HEAVEN!                    | C.G mix               | PCゲーム『学園ヘヴン BOY'S LOVE SCRAMBLE!』オープニングテーマ              | 作編曲 |
| under the darkness                    | C.G mix               | PCゲーム『鬼畜眼鏡』オープニングテーマ                                     | 作編曲 |
| version up                            | C.G mix               | C.G mix 1stアルバム『in your life』収録曲                                  | 作編曲 |
| TRUE EYES                             | C.G mix               | PCゲーム『STEAL!』オープニングテーマ                                       | 作編曲 |
| Hold on me 〜恋の魔法〜               | 詩月カオリ            | PCゲーム『ラブライド・イヴ』オープニングテーマ                             | 作編曲 |
| アナタだけのAngel☆                    | 詩月カオリ            | PCゲーム『あねいも2 〜Second Stage〜』主題歌                               | 作編曲 |
| ナイショ★Naiしょ                      | 詩月カオリ            | PCゲーム『ないしょのティンティンたいむ』オープニングテーマ                 | 作編曲 |
| ジェットスマッシュ!                   | 詩月カオリ            | PCゲーム『えろすまっしゅ!』オープニングテーマ                              | 作編曲 |
| Isolation                             | 怜奈                  | PCゲーム『つよきす』エンディングテーマ                                     | 作編曲 |
| Lythrum                               | 川田まみ              | PCゲーム『犠母姉妹SLG』エンディングテーマ                                  | 作編曲 |
| 翡翠 -HISUI-                          | 川田まみ              | 映画『お姉チャンバラ THE MOVIE』主題歌                                     | 作編曲 |
| Trip -innocent of D-                  | Larval Stage Planning | TVアニメ『ハイスクールD×D』オープニングテーマ                              | 作編曲 |
| ハニートラップ・アウフヘーベン        | Larval Stage Planning | PCゲーム『恋のハニトー ～えっちで甘いハニートラップ～』オープニングテーマ  | 作編曲 |
| Eternal song                          | 桐島愛里              | PCゲーム『あねいもNeo+ 〜Second Sisters〜』オープニングテーマ              | 作編曲 |
| 六花のうた                            | 舞崎なみ              | PCゲーム『ゆきいろ 〜空に六花の住む町〜』オープニングテーマ                | 作編曲 |
| DUpliciTY                             | RINA                  | I'veインディーズ・アルバム『I've MANIA TRACKS NEW WAVE』収録曲             | 作編曲 |
| Hierarchie                            | RINA                  | I've GIRL's COMPILATION Vol.10『ALIVE』収録曲                              | 作編曲 |
| 14 to 1                               | ASAHINA Bros.+JULI    | TVアニメ『BROTHERS CONFLICT』エンディングテーマ                            | 作編曲 |
| I LOVE YOUが聞こえない                | ASAHINA Bros.+JULI    | OVA『BROTHERS CONFLICT』エンディングテーマ                                 | 作編曲 |
| Now or Never!                         | stirRhythm            | iOS/Android用アプリゲーム『スターリィパレット』収録曲                      | 作編曲 |

## 楽曲提供

### ボーカリスト
I'veのボーカリスト以外に提供したもののみ記載。
- Dearly star／シンク・イズミ（宮野真守）（作曲・編曲）
- Promised Love ～ダイスキ×100～／ミルヒオーレ・F・ビスコッティ（堀江由衣）（作曲・編曲）
- 向日葵／Ray（作曲・編曲）
- baby♡macaron／Ray（作曲・編曲）
- 14 to 1／ASAHINA Bros.+JULI（作曲・編曲）
- I LOVE YOUが聞こえない／ASAHINA Bros.+JULI（作曲・編曲）
- DOUBLE☆☆CAST／鈴村健一＆鳥海浩輔（作曲・編曲）
- ONE／前野智昭＆KENN（作曲・編曲）
- Now or Never!／stirRhythm（作曲・編曲）

### アニメーションBGM
- アイドルメモリーズ　※高瀬一矢、中沢伴行、NAMIとの共作
- ガーリー・エアフォース　※I've Sound名義

### その他
- Mr.EGOIST／マグナムTOKYO入場曲（作曲・編曲）

## 歌唱

### インディーズ
- LUNAR DANCE[2]

1. ORIGINAL MIX（作詞：木田亜由美／作曲・編曲：C.G mix）
2. SPECIAL S.P.R. MIX（作詞：木田亜由美／作曲：C.G mix／編曲：S.P.R.）

- Lunar Dance（LP盤）（作詞：木田亜由美／作曲：C.G mix／編曲：S.P.R.）
- cry your eyes -FREE TO GO OR STAY-

1. original dance mix（作詞・作曲：不明／編曲：C.G mix）
2. euro mix（作詞・作曲：不明／編曲：S.P.R.）
3. club mix（作詞・作曲：不明／編曲：S.P.R.）

- SILENT NIGHT

1. original mix（作詞・作曲：不明／編曲：C.G mix）
2. extended mix（（作詞・作曲：不明／編曲：C.G mix）
3. euro mix（作詞・作曲：不明／編曲：S.P.R.）
4. club mix（作詞・作曲：不明／編曲：S.P.R.）

- Crazy For You[2]

1. CLUB MIX（作詞：木田亜由美／作曲：C.G mix／編曲：高瀬一矢）
2. 80's BURST MIX（作詞：木田亜由美／作曲・編曲：C.G mix）
3. FLOOR STYLE INSTRUMENTAL（作詞：木田亜由美／作曲：C.G mix／編曲：高瀬一矢）

- MIOKURUKARA 〜Metamorphose〜（作詞：木田亜由美／作曲・編曲：C.G mix） ※web上での公開のみ
- daybreak（2018年7月11日）

1. daybreak（作詞：IKU／作曲・編曲：C.G mix）
2. keynote（作詞：M.S／作曲・編曲：C.G mix）
3. DETECT -feat. IKU 2018 ver-（作詞：木田亜由美／作曲・編曲：C.G mix）

- ADVANCE（2019年2月22日）
- the other side（2019年10月19日）
- Club groove mix（2021年7月15日）

1. version up -remix ver.-（作詞：木田亜由美／作曲・編曲：C.G mix）
2. Everything is assumed to be connected -remix ver.-（作詞：佐藤正大／作曲・編曲：C.G mix）
3. under the darkness -remix ver.-（作詞：A.I.／作曲・編曲：C.G mix）
4. preserve -remix ver.-（作詞：木田亜由美／作曲・編曲：C.G mix）
5. Welcome to HEAVEN! -remix ver.-（作詞：AIS／作曲・編曲：C.G mix）

- Club groove mix 2（2021年11月22日）

1. sky was g-ray -remix ver.-（作詞：佐藤正大／作曲・編曲：C.G mix）
2. E.I.E.N. -remix ver.-（作詞：木田亜由美／作曲・編曲：C.G mix）
3. Please turn over -remix ver.-（作詞：木田亜由美／作曲・編曲：C.G mix）
4. Face of Fact -remix ver.-（作詞：KOTOKO／作曲・編曲：C.G mix）
5. BLUE -remix ver.-（作詞：木田亜由美／作曲・編曲：C.G mix）

- the other side -second-（2023年2月10日）

1. Sociometry（作詞：KOTOKO／作曲・編曲：C.G mix）
2. World meets worlds（作詞：SHIHO／作曲・編曲：C.G mix）
3. 悲しみの雪（作詞：IKU／作曲・編曲：C.G mix）
4. Isolation（作詞：KOTOKO／作曲・編曲：C.G mix）
5. Swept Away（作詞：佐藤正大／作曲・編曲：C.G mix）

- Lyla（2024年6月24日）

1. Lyla（作詞：RINA／作曲・編曲：C.G mix）
2. hourglass（作詞：木田亜由美／作曲・編曲：C.G mix）

### メジャー
- in your life（2006年7月14日）
- pray（2009年4月29日）

### オムニバス
- I've MANIA Tracks Vol.I（2007年12月27日）
  - Welcome to HEAVEN！ -Remix-（作詞：AIS／作曲・編曲：C.G mix）
- I've MANIA Tracks Vol.II（2009年12月29日）
  - under the darkness -Remix-（作詞：A.I.／作曲・編曲：C.G mix）
- master groove circle 2（2009年12月30日）
  - DETECT -MAZDA a.k.a. SHINE6 remix-（作詞：木田亜由美／作曲：C.G mix／編曲：MAZDA a.k.a. SHINE6）
- I've 20th Anniversary E-VOX（2021年12月18日）
  - ハッピ→GO☆ラッキ→（作詞：未発表／作曲：C.G mix／編曲：C.G mix、尾崎武士）
  - Because of You（作詞：IKU／作曲・編曲：C.G mix／歌：C.G mix & IKU）
- I've Member's Concept Compilation Album vol.01「SPRING BEAT -2022 春-」（2022年4月11日）
  - いつかの春に（作詞：木田亜由美／作曲・編曲：C.G mix）
- I've Member's Concept Compilation Album vol.02「SUMMER END GROOVE」（2022年11月11日）
  - FADE OUT（作詞：RINA／作曲・編曲：C.G mix）
- I've Cover Album「The Front Line Covers 2022」（2022年12月17日）
  - monochrome -Cross link mix-（作詞：KOTOKO／作曲・編曲：C.G mix）
- I've Member's Concept Compilation Album vol.03「SUMMER GROOVE」（2023年7月4日）
  - 再起動（作詞：木田亜由美／作曲・編曲：C.G mix）

### コーラス参加
- Cream+Mint／KOTOKO
- Fatally／KOTOKO
- amethyst／KOTOKO
- Just as time is running out／KOTOKO
- unsymmetry／KOTOKO
- 秋爽／KOTOKO
- our youthful days／MELL
- Lythrum／川田まみ
- 星の海／詩月カオリ
- Dearly star／シンク・イズミ（宮野真守）

## タイアップ
| 楽曲                       | タイアップ                                                               | 時期   |
| -------------------------- | ------------------------------------------------------------------------ | ------ |
| Welcome to HEAVEN!         | PS2ゲーム『学園ヘヴン BOY'S LOVE SCRAMBLE!』オープニングテーマ           | 2003年 |
| Welcome to HEAVEN! -Remix- | PS2ゲーム『学園ヘヴン おかわりっ! BOY'S LOVE ATTACK!』オープニングテーマ | 2005年 |
| under the darkness         | PCゲーム『鬼畜眼鏡』オープニングテーマ                                   | 2008年 |
| under the darkness -Remix- | PCゲーム『鬼畜眼鏡R』オープニングテーマ                                  | 2009年 |
| TRUE EYES                  | PCゲーム『STEAL!』オープニングテーマ                                     | 2009年 |
| ハッピ→GO☆ラッキ→          | PC/PS Vitaゲーム『学園ヘヴン2』オープニングテーマ                        | 2014年 |

## 参考資料
- Eternal Sound Fuctory
- 「美少女ゲームの音楽事情：第4回 キュンキュンの発信源を北の大地に探れ！ 人気音楽集団・I've」『電撃オンライン』2003年12月19日号記事